# Varanus albigularis
El varano de garganta blanca (Varanus albigularis) es una especie de lagarto de la familia Varanidae oriundo de África central, austral y oriental.

## Taxonomía
Descrito por François Marie Daudin en 1802 como miembro del género Tupinambis, esta especie fue clasificada previamente como una subespecie de Varanus exanthematicus. En 1991 fue elevado a rango de especie con base en diferencias en la morfología hemipenal.
Se consideran tres subespecies válidas:
- V. a. albigularis Daudin, 1802
- V. a. angolensis Schmidt, 1933
- V. a. microstictus Boettger, 1893

El posición taxonómica de V. a. ionidesi Laurent, 1964 es incierto, al no aparecer listada en Böhme (2003) ni siquiera como sinónimo.